# Кокоат натрия
Кокоат натрия (Sodium cocoate) — общее название для смеси солей жирных кислот (кислые соли) кокосового масла, которое используется в мыловарении. Кокоат натрия получают путём гидролиза эфирных связей в кокосовом масле, с помощью гидроксида натрия, сильное основание. Представляет собой прозрачную вязкую жидкость с консистенцией средней густоты. Вещество широко используется в производстве косметических очищающих средств для кожи и волос: шампуней, гелей для душа, мыла и т. п. Кокоат натрия также используется в качестве эмульгатора для воды и масла. Вещество применяется для очищения всех типов кожи, которая способствует увлажнению и смягчению эпидермиса.